# Canninefati
I Cananefates (Canninefati, Caninefati o Canenefati), ovvero i "signori del porro", furono una tribù germanica vissuta presso il delta del Reno, nella parte occidentale dell'isola dei Batavi (provincia della Germania inferiore, attualmente i Paesi Bassi occidentali). Vissero in età romana, prima e durante la conquista imperiale della regione.

## Storia
Abitarono una zona sabbiosa, un terreno eccellente per la coltivazione delle cipolle e, ai giorni nostri, dei tulipani. All'inizio della Rivolta batava capeggiata da Gaio Giulio Civile, nell'Anno dei quattro imperatori (69), i Batavi spedirono alcuni emissari presso i Cananefati per raggiungere un comune accordo. "Questa è una tribù", dice Tacito, "che abitava parte dell'isola, e molto somigliante ai Batavi riguardo alle origini, la lingua, ed il carattere guerriero, ma inferiori in numero". Durante la fallimentare ribellione che seguì, i Cananefati vennero guidati da Brinno, figlio del capo che si era scontrato in passato con Caligola.
La capitale della civitas dei Cananefati era Forum Hadriani.